# 台鋼二軍
台鋼雄鷹二軍為中華職棒台鋼雄鷹的二軍球隊，現任總教練為林振賢。

## 歷史
台鋼雄鷹於2022年加盟中華職棒，並於翌年開始參與賽事。由於新加盟之球隊須先於二軍賽事中參賽一年，故台鋼雄鷹於中華職棒34年的二軍賽事中正式開始參賽，並獲得例行賽第二，且於當年的二軍總冠軍賽中直落三擊敗富邦悍將二軍，獲得二軍總冠軍。

## 歷年戰績
| 年度           | 出賽數 | 勝-和-敗 | 勝率  | 勝差 |
| -------------- | ------ | -------- | ----- | ---- |
| 職棒34年(2023) | 80     | 40-4-36  | 0.526 | 3.5  |
| 職棒35年(2024) | 77     | 35-11-31 | 0.530 | 4.5  |

- 塗底色表示當年獲得二軍總冠軍。

## 特殊事蹟
- 職棒34年（2023年）二軍年度總冠軍